# Уітлендери
Уітлендери (ойтландери, від афр. uitlander — чужинець) — переселенці, переважно англійські, що прибули у 70-90-х роках 19 століття у бурські республіки Трансвааль і Оранжеву Республіку після відкриття там покладів золота і алмазів. Відмова бурів задовольнити вимогу англійських уітлендерів про надання їм виборчих прав було використано Великою Британією для розв'язання Англо-бурської війни 1899—1902 років.

## Історія
1886 року у Вітватерсранді було відкрито поклади золота, після чого почалась Вітватерсрандська золота лихоманка. Масові переселення сюди мігрантів, переважно англійців, спричинило збільшення кількості іноземців і перетворення їх на більшість у населенні. 1890 року уряд Трансвааля прийняв закон згідно з яким позбувалися виборчого права всі іноземці, що живуть у країні менше ніж 14 років.